# Polystichum orbiculatum
Polystichum orbiculatum là một loài thực vật có mạch trong họ Dryopteridaceae. Loài này được (Desv.) J. Rémy & Fée miêu tả khoa học đầu tiên năm 1853.